# Шахта імені П. Л. Войкова
ДП «Шахта ім. П. Л. Войкова» (на стадії ліквідації). Входить до ДП «Укрвуглеторфреструктуризація». Розташоване у місті Довжанськ, Луганської області.
Фактичний видобуток 1081/571 т/добу (1990/1999).
Максимальна глибина 690/450 м (1990/1999). Протяжність підземних виробок 50,1/40,0 км (1990/1999). У 1990—1999 розробляла пласт k5' потужністю 0,70-0,77 м, кут падіння 8-10/6-9о. Кількість очисних вибоїв 3/1, підготовчих 1/1 (1990/1999).
Кількість працюючих: 1260/735 чол., в тому числі підземних 934/515 чол. (1990/1999).
Адреса: 94800, м. Довжанськ, Луганської обл.
ДП «Шахта ім. П. Л. Войкова», входила до ДХК «Свердловантрацит», зараз знаходиться на стадії ліквідації, і з 29 грудня 2007 року входить до Державного підприємства з ліквідації збиткових вугледобувних, вуглепереробних та торфодобувних підприємств (ДП «Укрвуглеторфреструктуризація»)